# 방콕 포스트
《방콕 포스트》(영어: Bangkok Post, 태국어: บางกอกโพสต์)는 태국의 영어 일간 신문이다. 1946년 8월 1일에 창간되었으며, 발행 부수 75,000부이다.